# Temple de Varaha
Le temple de Varâha (Devanagari: वराह मंदिर)  est un temple dédié à Varâha (ou Varaha), l'incarnation sous l'aspect d'un sanglier du dieu Vishnou. Il est situé à Khajurâho dans l'état du Madhya Pradesh, en Inde. 
L'édifice fait partie du groupe situé à l'Ouest du site du patrimoine mondial de l'UNESCO au titre de l'Ensemble monumental de Khajuraho.

## Histoire
Varâha  '(sanskrit : वराह) est le troisième Avatar du dieu Vishnou, sous la forme d'un Varaha. 
Vishnou est apparu sous la forme d'un sanglier afin de vaincre Hiranyaksha, un démon qui avait pris la Terre et l'avait enfoui au fond de l'océan cosmique. La bataille entre Varâha et Hiranyaksha est censée avoir duré mille ans. Varâha ayant finalement vaincu, il a porté la Terre hors de l'infini entre ses défenses et l'a remis à sa place dans l'univers. 
Vishnou a épousé Prithvi sous l'aspect de Varâha.
Le Varâha Purana est un Purana dans lequel la forme de la narration est une récitation par Varaha.
Daté de 950, le temple par ses sculptures dépeint Varâha comme étant purement animal ou comme étant anthropomorphique, avec la tête d'un sanglier sur le corps d'un homme. Dans cette dernière forme, il a quatre bras, dont deux tiennent la roue et la conque tandis que les deux autres tiennent une masse et un lotus ou font un geste (ou Mudrā) de bénédiction. La Terre est tenue entre les défenses du sanglier.

## Description
Le temple est construit sur un socle élevé. Simple et de taille modeste, il est entièrement construit en grès. Des piliers polygonaux très simples à chapiteau supportent le dôme curviligne au-dessus de la statue. 
La statue de Varâha en sanglier est un monolithe de grès, ornée sur tout le corps d'une multitude de figurines. 
Entre le nez et la bouche, sont dépeints une déesse (Sarasvati) portant un genre de guitare (Sarasvati vînâ).

### Bibliographie

La statue de Varâha
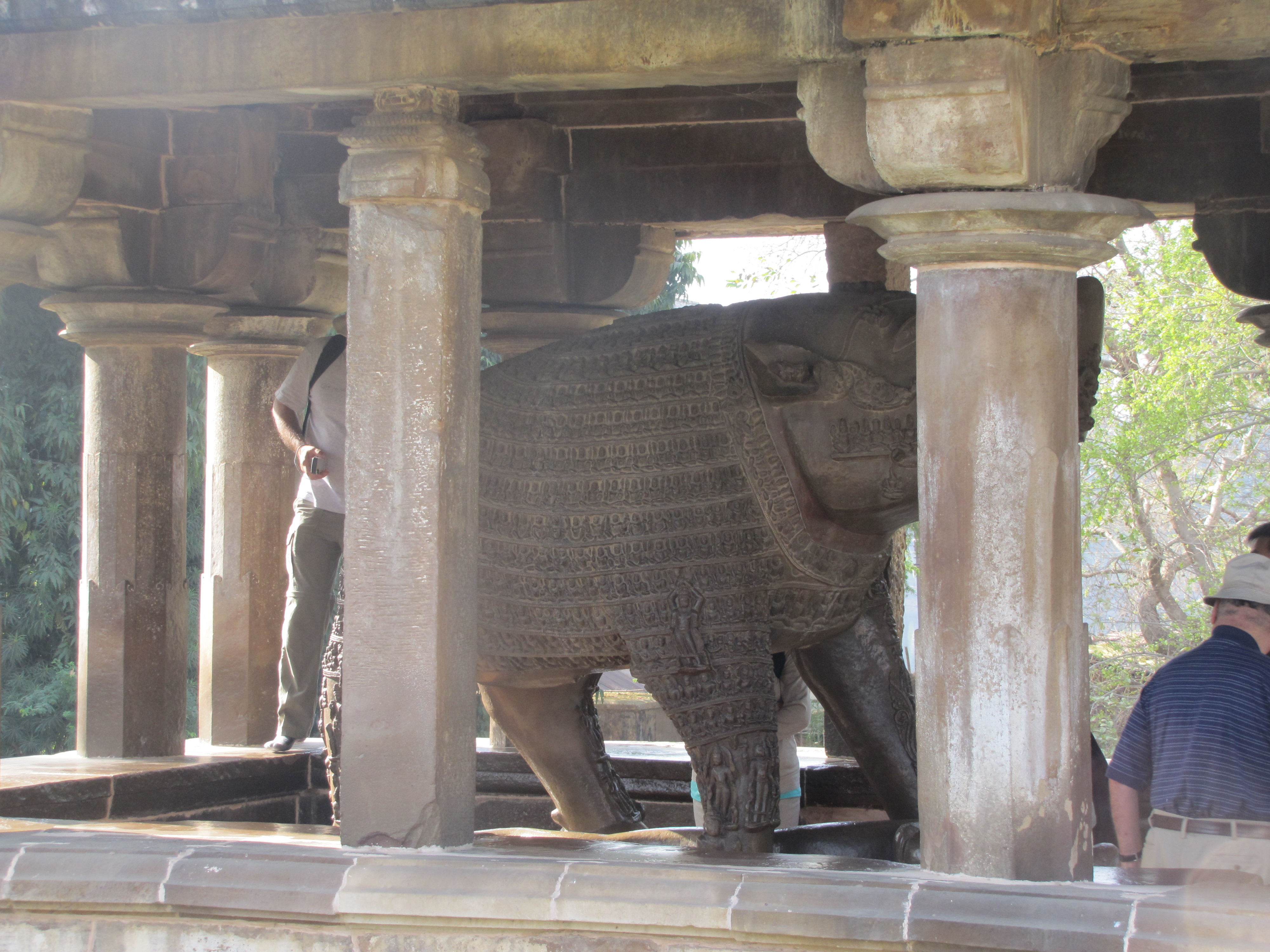
Statue de Varaha
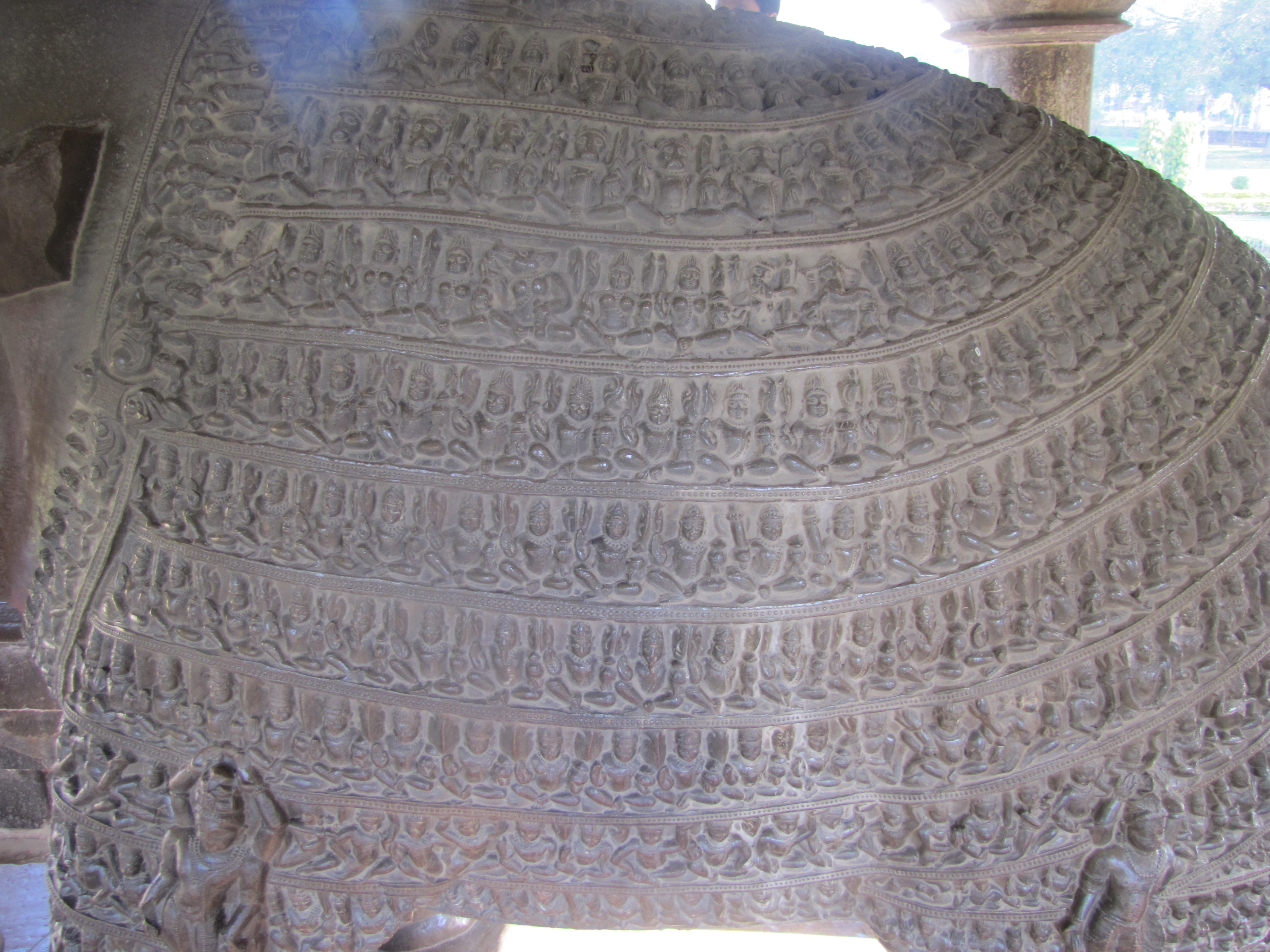
Le corps
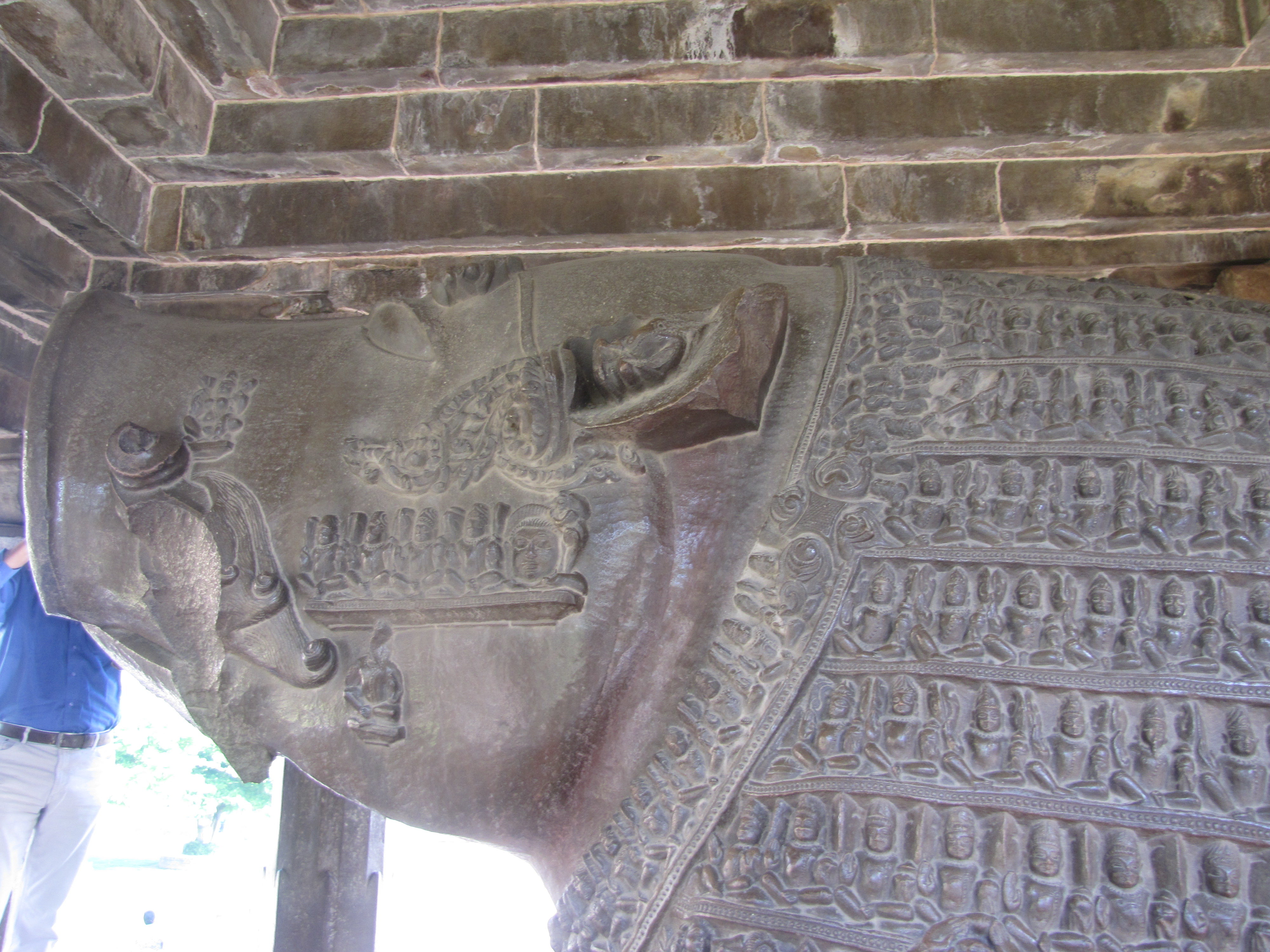
La tête
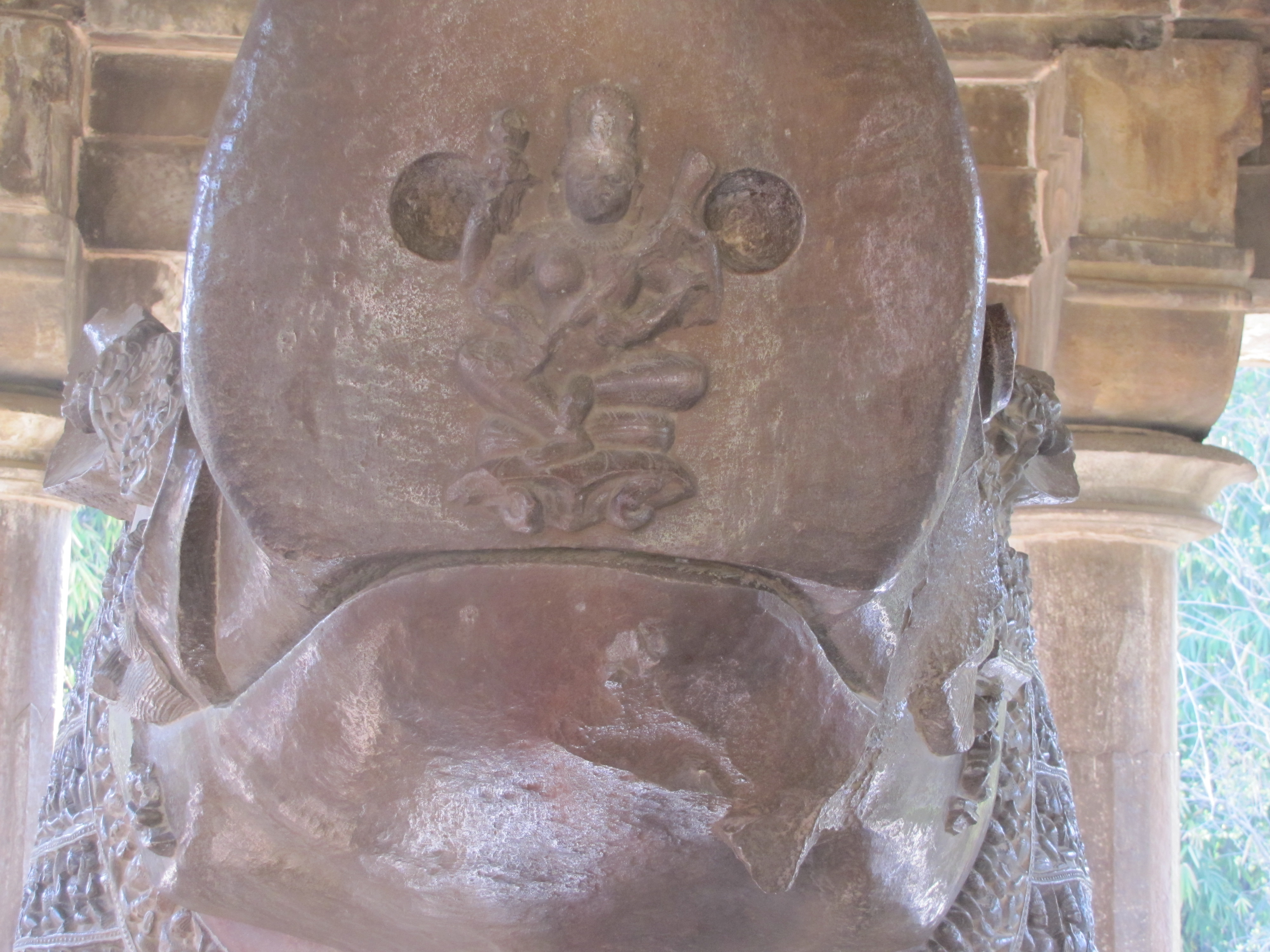
La hure
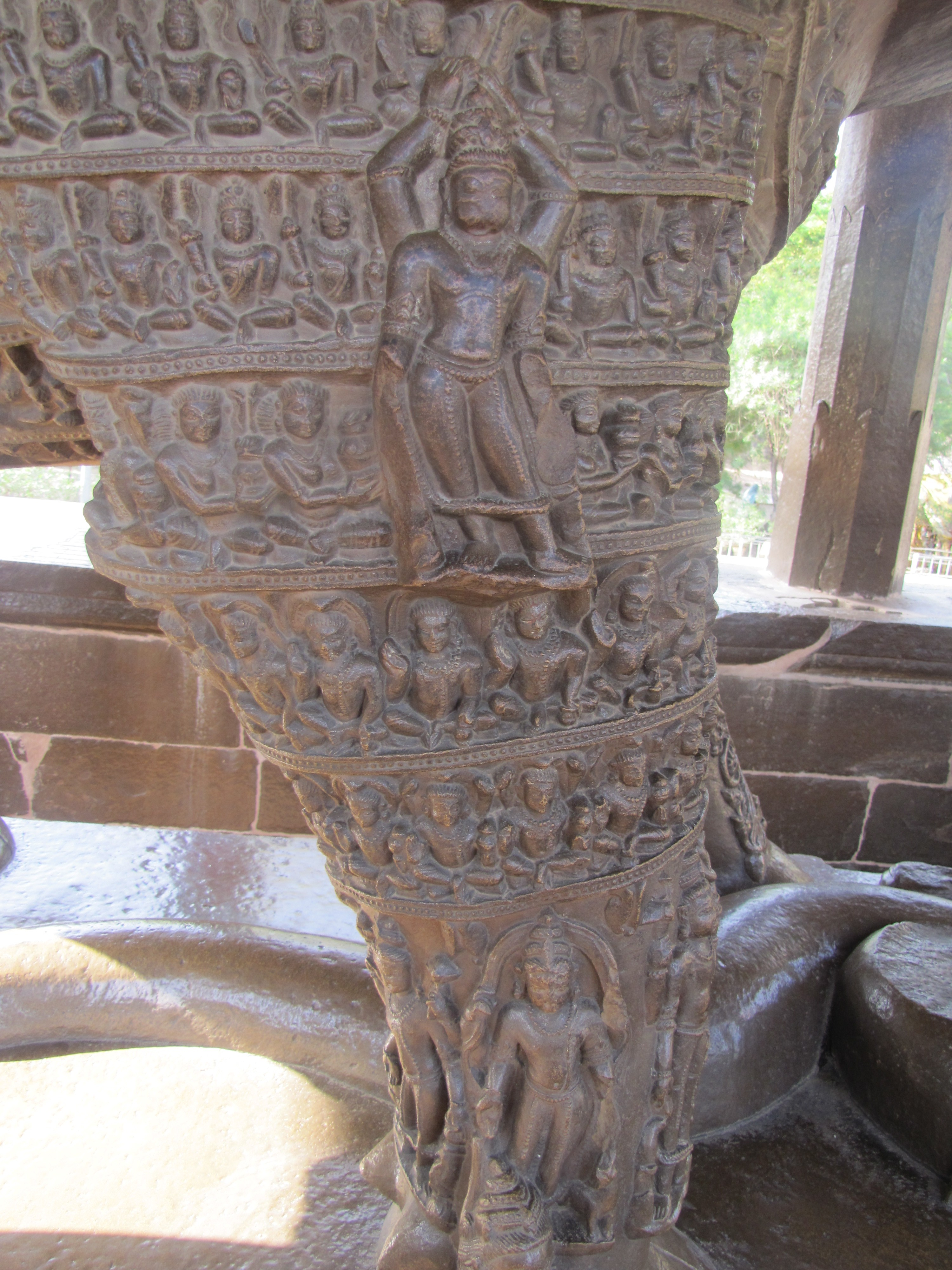
Une patte
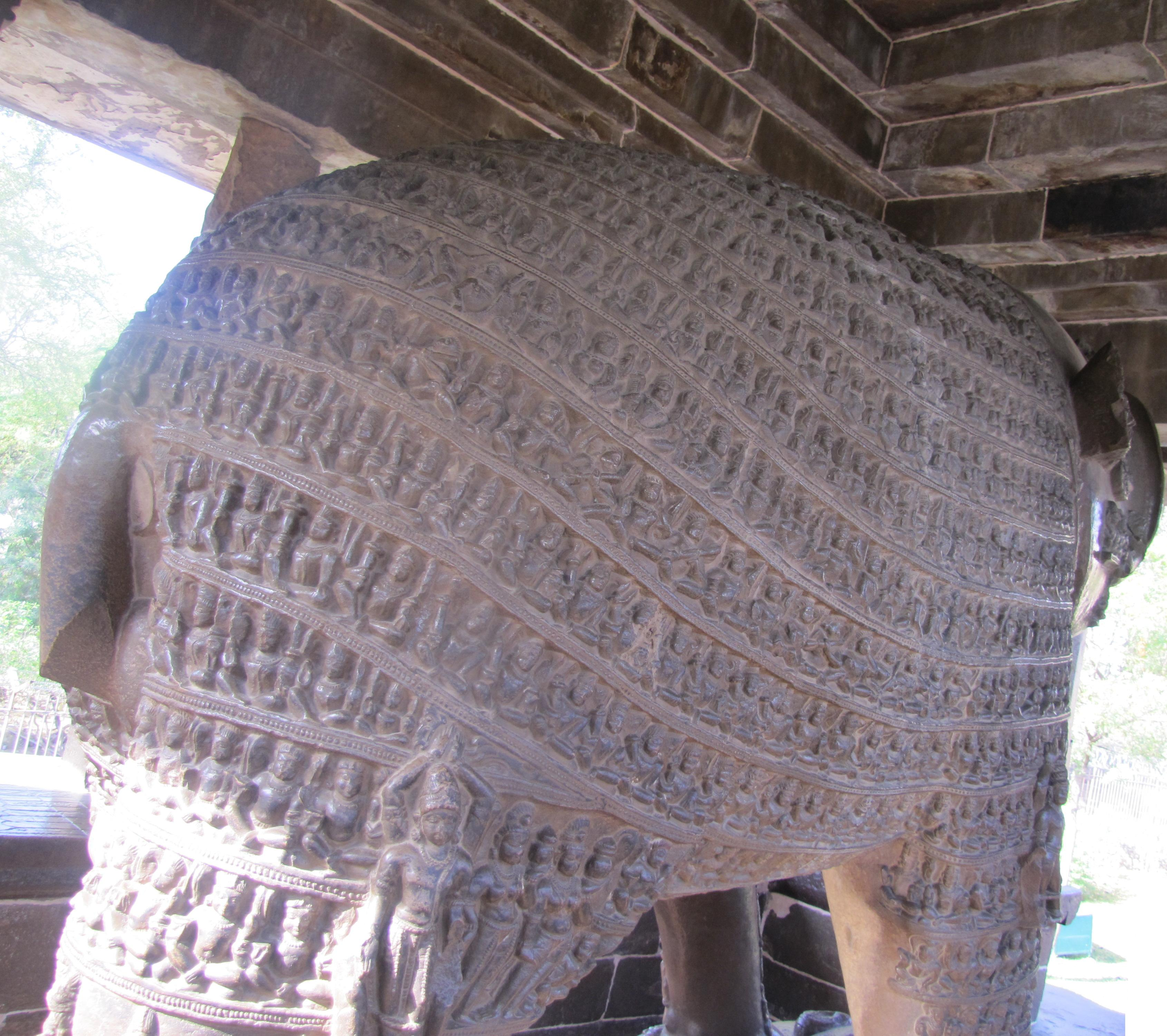
Vue de dos
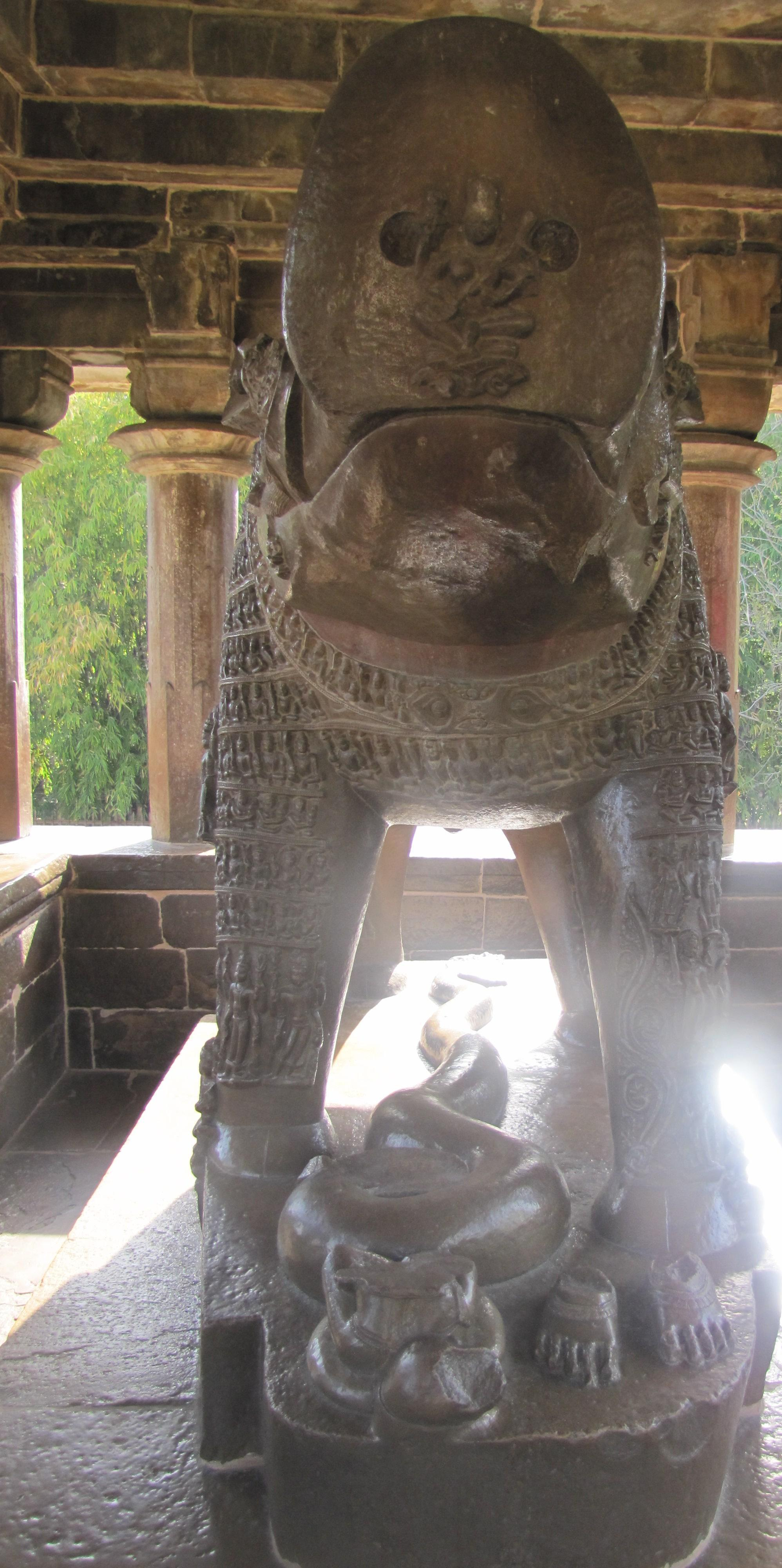
Vue de face